# مغني بلاي باك

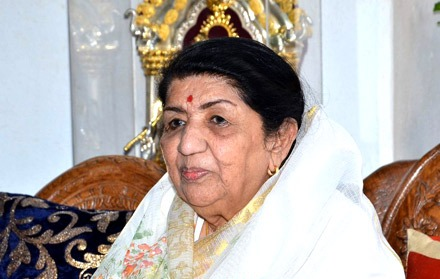

مغني(ة) بلاي باك أو مغني(ة) أفلام هو فنان يسجل صوته مسبقًا حتى يتم استخدامه في الأفلام، دون أن يظهر على الشاشة.
ويتم تسجيل أغاني الموسيقى التصويرية حتى يتمكن الممثلون والممثلات، من مزامنة شفاههم أثناء التصوير.
يتم اللجوء لهذا النوع من الفنانيين خصيصا في الأفلام الراقصة أشهرها صناعة السينما الهندية.